# 许润三
许润三（1926年10月—），男，江苏阜宁人，中国中医妇科学家，中日友好医院主任医师、教授，第三届国医大师。